# Paropta paradoxus
Paropta paradoxus is een vlinder uit de familie van de Houtboorders (Cossidae). De wetenschappelijke naam is voor het eerst gepubliceerd in 1851 door Herrich-Schäffer.

## Verspreiding
De soort komt voor in Griekenland (Rhodos, Karpathos), Cyprus, Turkije, Syrië, Libanon, Israël, Jordanië, Iran en Saudi-Arabië.

## Waardplanten
De rups leeft op:
- Fabaceae
  - Albizia lebbeck
  - Acacia arabica
  - Cercis siliquastrum
- Moraceae
  - Ficus carica
  - Ficus palmata
- Oleaceae
  - Olea europaea
- Rosaceae
  - Crataegus
- Vitaceae
  - Vitis vinifera